# 蒙加亚尔 (塔恩省)
蒙加亚尔（法語：Montgaillard，法語發音：[mɔ̃ɡajaʁ] ⓘ）是法国奥克西塔尼大区塔恩省的一个市镇，属于阿尔比区。

## 地理
蒙加亚尔（43°54'34"N, 1°35'44"E）面积14.95 平方千米，位于法国奧克西塔尼大區塔恩省，该省份为法国南部内陆省份，北起顺时针与阿韦龙省、埃罗省、奥德省、上加龙省和塔恩-加龙省接壤。
与蒙加亚尔接壤的市镇（或旧市镇、城区）包括：泰斯库河畔博韦、格拉扎克、圣于尔西斯、萨尔瓦尼亚克、拉索济耶尔圣让、托里亚克、韦尔拉克泰斯库。

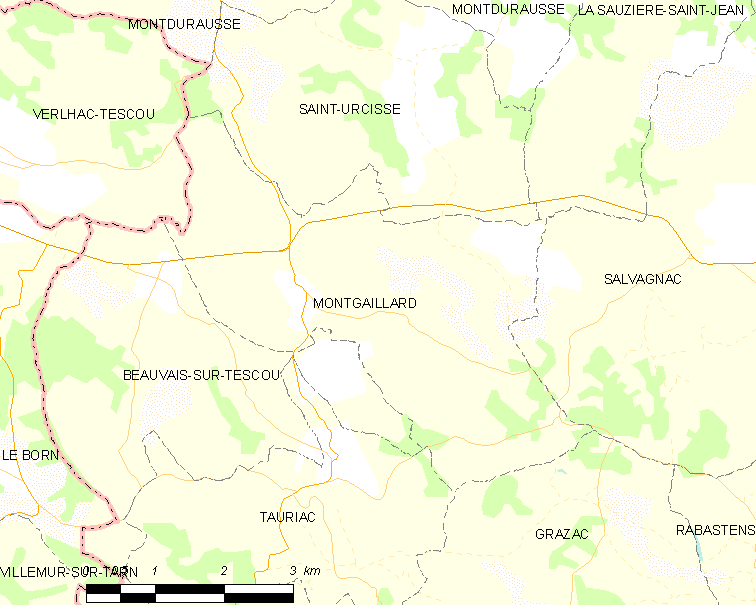
的OSM定位图

蒙加亚尔的时区为UTC+01:00、UTC+02:00（夏令时）。

## 行政
蒙加亚尔的邮政编码为81630，INSEE市镇编码为81178。

## 政治
蒙加亚尔所属的省级选区为葡萄园与城堡庄园县。

## 人口

1962-2008年间人口变化图示

蒙加亚尔于2022年1月1日时的人口数量为361人。